# Contea di Kerr
La contea di Kerr in inglese Kerr County è una contea dello Stato del Texas, negli Stati Uniti. La popolazione al censimento del 2010 era di 49 625 abitanti. Il capoluogo di contea è Kerrville. Il suo nome deriva da James Kerr (1790–1850), colono texano e soldato durante la rivoluzione texana.

## Geografia fisica
| Anno | Popolazione | ±%     |
| ---- | ----------- | ------ |
| 1860 | 634         |        |
| 1870 | 1 042       | 64,4%  |
| 1880 | 2 168       | 108,1% |
| 1890 | 4 462       | 105,8% |
| 1900 | 4 980       | 11,6%  |
| 1910 | 5 505       | 10,5%  |
| 1920 | 5 842       | 6,1%   |
| 1930 | 10 151      | 73,8%  |
| 1940 | 11 650      | 14,8%  |
| 1950 | 14 022      | 20,4%  |
| 1960 | 16 800      | 19,8%  |
| 1970 | 19 454      | 15,8%  |
| 1980 | 28 780      | 47,9%  |
| 1990 | 36 304      | 26,1%  |
| 2000 | 43 653      | 20,2%  |
| 2010 | 49 625      | 13,7%  |

Secondo l'Ufficio del censimento degli Stati Uniti d'America la contea ha un'area totale di 1 107 miglia quadrate (2870 km²), di cui 1 103 miglia quadrate (2860 km²) sono terra, mentre 4,0 miglia quadrate (10 km², corrispondenti allo 0,4% del territorio) sono costituiti dall'acqua.

### Strade principali
- Interstate 10
- U.S. Highway 83
- U.S. Highway 87
- State Highway 16
- State Highway 27
- State Highway 39
- State Highway 41
- State Highway 173

### Contee adiacenti
- Kimble County (nord)
- Gillespie County (nord-est)
- Kendall County (est)
- Bandera County (sud)
- Real County (sud-ovest)
- Edwards County (ovest)